# سیرا دو مار
سیرا دو مار (انگلیسی: Serra do Mar) یک رشته‌کوه و دیواره ۱٬۵۰۰ کیلومتری است که در منطقه جنوب شرقی برزیل واقع شده‌است.